# 伍德本 (印第安纳州)
伍德本（Woodburn），美国印第安纳州艾伦县城市，位于该县东部。总面积2.4平方公里。总人口1,520（2010年）。

## 知名人物
- 劳埃·鲍尔，美国排球运动员
- 布莉·欧森，美国女演员